# Semiothisa ochrimixta
Semiothisa ochrimixta là một loài bướm đêm trong họ Geometridae.